# Sublimering

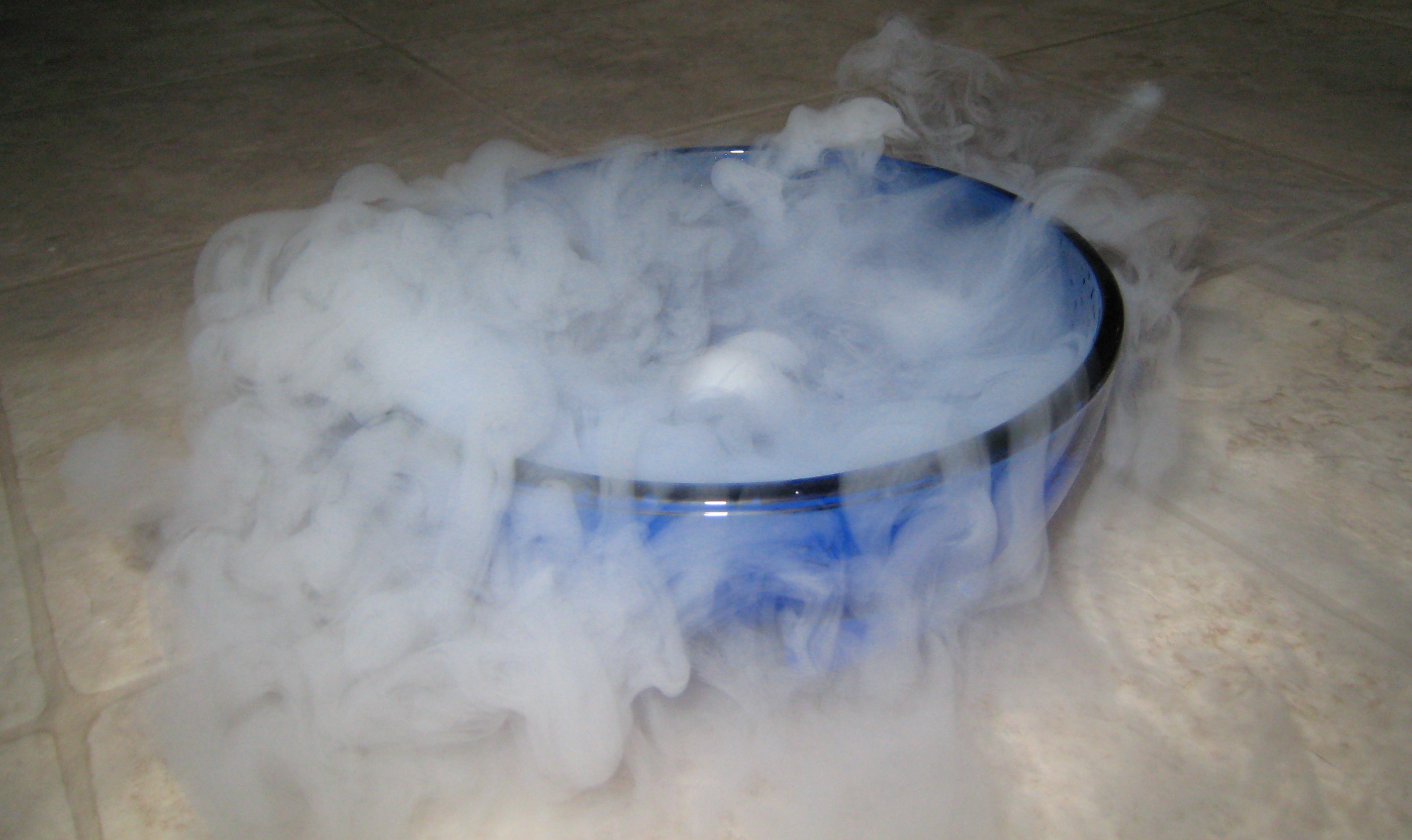
Sublimering av torris.

Sublimation (även sublimering) är ett ämnes direkta övergång från aggregationstillståndet fast form till gasform, utan att passera mellanfasen flytande form. Motsatsen, den direkta övergången från gas till fast ämne kallas deposition eller desublimation.
Ett exempel på sublimation är ett vått lakan som hängts ut vid minusgrader: vattnet i lakanet fryser, men trots det torkar lakanet, långsamt. Vatten, som därvid sublimerar, övergår då direkt till vattenånga från is (och snö).
Sublimation sker till exempel på Mars, där Mars-isen sublimerar vid det låga lufttrycket och låga temperaturen. Detta har gjort det svårt att verkligen bekräfta att flytande vatten existerar där.[källa behövs]
Sublimering används vid frystorkning av mat. Likaså finns det färgskrivare som arbetar med sublimeringsteknik.
Bland de ämnen som sublimerar relativt enkelt återfinns koldioxid och jod. Frusen koldioxid är mer känd under namnen torris eller kolsyreis och används till exempel för att skapa rökeffekter. Torris består av sammanpackad kolsyresnö och finns i form av pellets eller block.